# 帕拉伊索 (巴拉奧納省)
18°0′N 71°10′W / 18.000°N 71.167°W
帕拉伊索（西班牙語：Paraíso），是多明尼加共和國的城鎮，位於該國西南部，由巴拉奧納省負責管轄，面積138.63平方公里，2012年人口14,472，人口密度每平方公里100人。